# Захарченко, Виктор Михайлович
Виктор Михайлович Захарченко (2 ноября 1964, гор. Электросталь, Московская область — 12 ноября 1995, там же) — сотрудник Министерства внутренних дел Российской Федерации, прапорщик милиции, погиб при спасении людей, кавалер ордена Мужества (посмертно).

## Биография
Виктор Михайлович Захарченко родился 2 ноября 1964 года в городе Электростали Московской области. После окончания средней школы поступил в среднее профессионально-техническое училище № 16 в родном городе. В 1983—1985 годах проходил срочную службу в Вооружённых Силах СССР.
1 апреля 1992 года Захарченко был принят на службу в органы Министерства внутренних дел Российской Федерации, заняв должность милиционера-водителя роты милиции отдела охраны при Электростальском отделе внутренних дел. Спустя два месяца перешёл на службу в Государственную автомобильную инспекцию на должность инспектора дорожно-постовой службы.
12 ноября 1995 года в районный отдел поступила информация о том, что на водоёме «Юбилейный» провалились под лёд несколько подростков. Дежурный передал сведения двум находившимся в том районе патрульным автомашинам, в одной из которых был наряд Госавтоинспекции — прапорщик милиции Захарченко, сержанты милиции В. А. Сысоев и Р. В. Фелюгин. Именно они смогли первыми добраться до места происшествия. Им удалось спасти первого из утопающих, находившегося в двадцати метрах от берега, после чего с прибывшими милиционерами из группы немедленного реагирования пошёл по льду к ещё одному, который находился в шестидесяти метрах. По пути Захарченко провалился под лёд, и добирался до второго тонущего уже вплавь. Ему удалось спасти подростка, а затем помочь вылезти из холодной воды своим товарищам. Из-за сильного переохлаждения и тяжёлой намокшей одежды сам Захарченко выбраться не сумел и утонул.
Указом Президента Российской Федерации от 21 февраля 1996 года прапорщик милиции Виктор Михайлович Захарченко посмертно был удостоен ордена Мужества. Навечно зачислен в списки личного состава Электростальского ОВД.

## Память

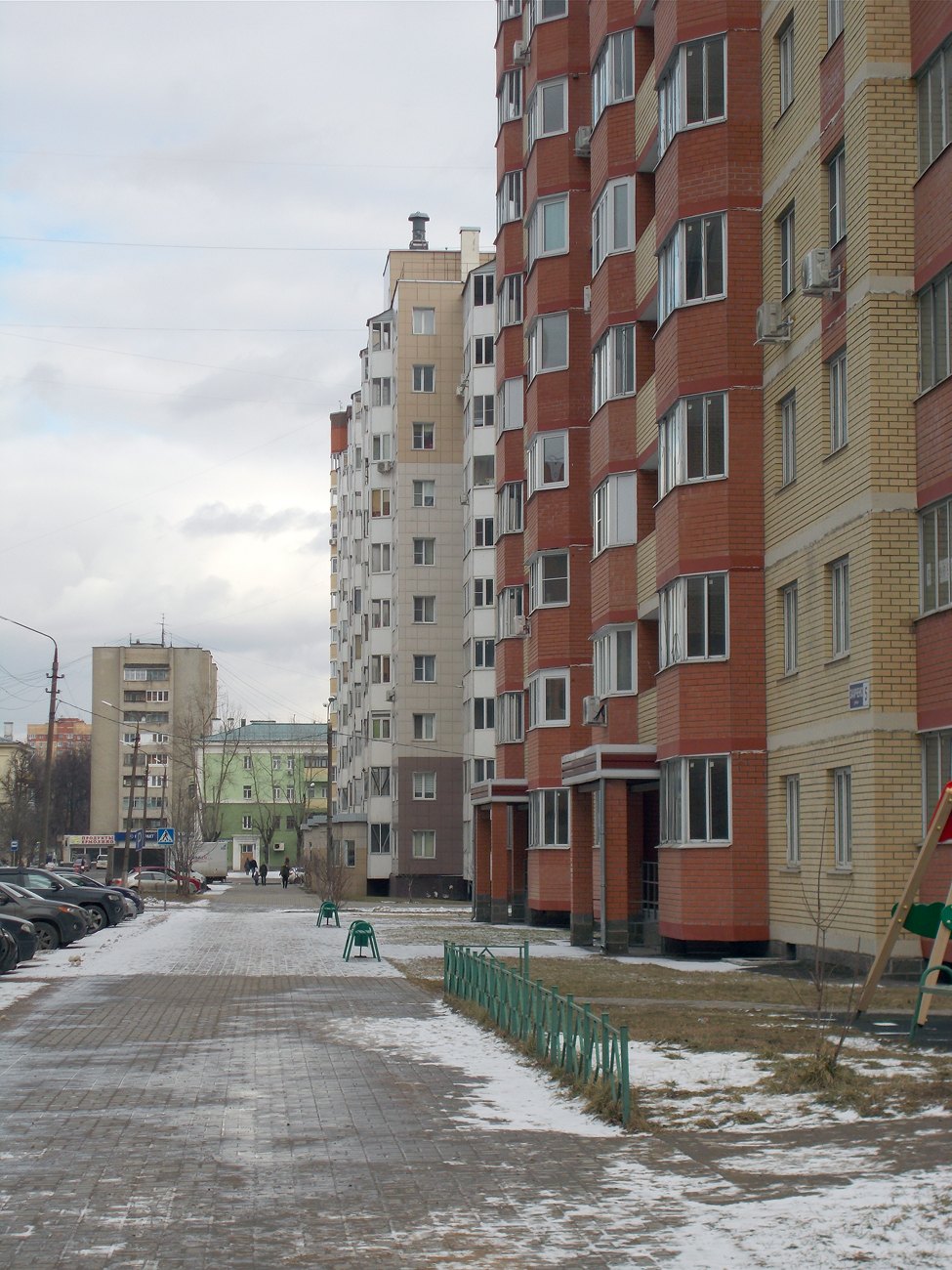
Улица Захарченко в Электростали

- В честь Захарченко названа улица в городе Электростали Московской области[1].
- Мемориальная доска в память о Захарченко установлена на здании Электростальской средней школы № 18[2].
- В память о Захарченко в Электростали проводится командный турнир среди юношей по дзюдо[3].